# 亦憐真八剌
亦憐真八剌（イリンチンバル）は、高麗の第27代王忠粛王の妃。モンゴル人で、元の皇族の営王エセン・テムルの娘。1316年に降嫁されるが、3年後に死亡した。靖和公主に追封された。1343年、元より濮国長公主に追封された。

## 家族
- 父：元の営王エセン・テムル
- 母：不明
- 夫：忠粛王